# 2017-es WEC COTA 6 órás verseny
| Pályarajz | Pályarajz                   | Pályarajz                                     |
| --------- | --------------------------- | --------------------------------------------- |
|           |                             |                                               |
| Győztesek |                             |                                               |
| Kategória | Csapat                      | Versenyzők                                    |
| LMP1      | #2 Porsche LMP Team         | Timo Bernhard Earl Bamber Brendon Hartley     |
| LMP2      | #36 Signatech Alpine Matmut | Nicolas Lapierre Gustavo Menezes André Negrão |
| LMGTE Pro | #51 AF Corse                | James Calado Alessandro Pier Guidi            |
| LMGTE Am  | #98 Aston Martin Racing     | Paul Dalla Lana Pedro Lamy Mathias Lauda      |

A 2017-es WEC COTA 6 órás verseny a Hosszútávú-világbajnokság 2017-es szezonjának hatodik futama volt, amelyet szeptember 15. és szeptember 17. között tartottak meg. A fordulót Timo Bernhard Earl Bamber és Brendon Hartley triója nyerte meg, akik a hibridhajtású Porsche LMP Team csapatának versenyautóját vezették.

## Időmérő
A kategóriák leggyorsabb versenyzői vastaggal vannak kiemelve.
| Poz. | Kategória | Csapat                        | Átlagidő   | Különbség | Rajthely |
| ---- | --------- | ----------------------------- | ---------- | --------- | -------- |
| 1.   | LMP1      | #1 Porsche LMP Team           | 1:44,741   |           | 1        |
| 2.   | LMP1      | #2 Porsche LMP Team           | 1:44,994   | +0,253    | 2        |
| 3.   | LMP1      | #8 Toyota Gazoo Racing        | 1:46,400   | +1,659    | 3        |
| 4.   | LMP1      | #7 Toyota Gazoo Racing        | 1:47,098   | +2,357    | 4        |
| 5.   | LMP2      | #36 Signatech Alpine Matmut   | 1:54,024   | +9,283    | 5        |
| 6.   | LMP2      | #13 Vaillante Rebellion       | 1:54,275   | +9,534    | 6        |
| 7.   | LMP2      | #38 Jackie Chan DC Racing     | 1:54,315   | +9,574    | 7        |
| 8.   | LMP2      | #31 Vaillante Rebellion       | 1:54,394   | +9,653    | 8        |
| 9.   | LMP2      | #26 G-Drive Racing            | 1:54,588   | +9,847    | 9        |
| 10.  | LMP2      | #24 CEFC Manor TRS Racing     | 1:55,186   | +10,445   | 9        |
| 11.  | LMP2      | #37 Jackie Chan DC Racing     | 1:55,550   | +10,809   | 11       |
| 12.  | LMP2      | #28 TDS Racing                | 1:55,831   | +11,090   | 12       |
| 13.  | LMGTE Pro | #71 AF Corse                  | 2:03,057   | +18,316   | 13       |
| 14.  | LMGTE Pro | #67 Ford Chip Ganassi Team UK | 2:03,256   | +18,515   | 14       |
| 15.  | LMGTE Pro | #95 Aston Martin Racing       | 2:03,308   | +18,567   | 15       |
| 16.  | LMGTE Pro | #51 AF Corse                  | 2:03,553   | +18,812   | 16       |
| 17.  | LMGTE Pro | #66 Ford Chip Ganassi Team UK | 2:03,750   | +19,009   | 17       |
| 18.  | LMGTE Pro | #97 Aston Martin Racing       | 2:04,051   | +19,310   | 18       |
| 19.  | LMGTE Pro | #91 Porsche GT Team           | 2:04,323   | +19,582   | 19       |
| 20.  | LMGTE Pro | #92 Porsche GT Team           | 2:04,386   | +19,645   | 20       |
| 21.  | LMGTE Am  | #98 Aston Martin Racing       | 2:06,031   | +21,290   | 21       |
| 22.  | LMGTE Am  | #54 Spirit of Race            | 2:07,203   | +22,462   | 22       |
| 23.  | LMGTE Am  | #61 Clearwater Racing         | 2:07,532   | +22,791   | 23       |
| 24.  | LMGTE Am  | #77 Dempsey-Proton Racing     | 2:08,126   | +23,385   | 24       |
| 25.  | LMGTE Am  | #86 Gulf Racing               | 2:08,819   | +24,078   | 25       |
| 26.  | LMP2      | #25 CEFC Manor TRS Racing     | idő nélkül |           | 26       |

## Verseny
A résztvevőknek legalább a versenytáv 70%-át (134 kört) teljesíteniük kellett ahhoz, hogy az elért eredményüket értékeljék. A kategóriák leggyorsabb versenyzői vastaggal vannak kiemelve.
| Helyezés | Kategória | #  | Csapat                    | Versenyzők                                                | Kasztni                       | Gumi | Kör | Idő/Hátrány/Kiesés |
| Helyezés | Kategória | #  | Csapat                    | Versenyzők                                                | Motor                         | Gumi | Kör | Idő/Hátrány/Kiesés |
| -------- | --------- | -- | ------------------------- | --------------------------------------------------------- | ----------------------------- | ---- | --- | ------------------ |
| 1.       | LMP1      | 2  | Porsche LMP Team          | Timo Bernhard Earl Bamber Brendon Hartley                 | Porsche 919 Hybrid            | M    | 192 | 6:00:52,444        |
| 1.       | LMP1      | 2  | Porsche LMP Team          | Timo Bernhard Earl Bamber Brendon Hartley                 | Porsche 2.0 L Turbo V4        | M    | 192 | 6:00:52,444        |
| 2.       | LMP1      | 1  | Porsche LMP Team          | Neel Jani Nick Tandy André Lotterer                       | Porsche 919 Hybrid            | M    | 192 | +0,276             |
| 2.       | LMP1      | 1  | Porsche LMP Team          | Neel Jani Nick Tandy André Lotterer                       | Porsche 2.0 L Turbo V4        | M    | 192 | +0,276             |
| 3.       | LMP1      | 8  | Toyota Gazoo Racing       | Stéphane Sarrazin Sébastien Buemi Nakadzsima Kazuki       | Toyota TS050 Hybrid           | M    | 192 | +21,956            |
| 3.       | LMP1      | 8  | Toyota Gazoo Racing       | Stéphane Sarrazin Sébastien Buemi Nakadzsima Kazuki       | Toyota 2.4 L Turbo V6         | M    | 192 | +21,956            |
| 4.       | LMP1      | 7  | Toyota Gazoo Racing       | Mike Conway Kobajasi Kamui José María López               | Toyota TS050 Hybrid           | M    | 192 | +45,026            |
| 4.       | LMP1      | 7  | Toyota Gazoo Racing       | Mike Conway Kobajasi Kamui José María López               | Toyota 2.4 L Turbo V6         | M    | 192 | +45,026            |
| 5.       | LMP2      | 36 | Signatech Alpine Matmut   | Nicolas Lapierre Gustavo Menezes André Negrão             | Alpine A470                   | D    | 177 | +15 kör            |
| 5.       | LMP2      | 36 | Signatech Alpine Matmut   | Nicolas Lapierre Gustavo Menezes André Negrão             | Gibson GK428 4.2 L V8         | D    | 177 | +15 kör            |
| 6.       | LMP2      | 13 | Vaillante Rebellion       | Mathias Beche David Heinemeier Hansson Nelson Piquet, Jr. | Oreca 07                      | D    | 176 | +16 kör            |
| 6.       | LMP2      | 13 | Vaillante Rebellion       | Mathias Beche David Heinemeier Hansson Nelson Piquet, Jr. | Gibson GK428 4.2 L V8         | D    | 176 | +16 kör            |
| 7.       | LMP2      | 31 | Vaillante Rebellion       | Julien Canal Nicolas Prost Bruno Senna                    | Oreca 07                      | D    | 176 | +16 kör            |
| 7.       | LMP2      | 31 | Vaillante Rebellion       | Julien Canal Nicolas Prost Bruno Senna                    | Gibson GK428 4.2 L V8         | D    | 176 | +16 kör            |
| 8.       | LMP2      | 38 | Jackie Chan DC Racing     | Ho-Pin Tung Oliver Jarvis Thomas Laurent                  | Oreca 07                      | D    | 176 | +16 kör            |
| 8.       | LMP2      | 38 | Jackie Chan DC Racing     | Ho-Pin Tung Oliver Jarvis Thomas Laurent                  | Gibson GK428 4.2 L V8         | D    | 176 | +16 kör            |
| 9.       | LMP2      | 37 | Jackie Chan DC Racing     | David Cheng Alex Brundle Tristan Gommendy                 | Oreca 07                      | D    | 175 | +17 kör            |
| 9.       | LMP2      | 37 | Jackie Chan DC Racing     | David Cheng Alex Brundle Tristan Gommendy                 | Gibson GK428 4.2 L V8         | D    | 175 | +17 kör            |
| 10.      | LMP2      | 24 | CEFC Manor TRS Racing     | Matt Rao Ben Hanley Jean-Éric Vergne                      | Oreca 07                      | D    | 175 | +17 kör            |
| 10.      | LMP2      | 24 | CEFC Manor TRS Racing     | Matt Rao Ben Hanley Jean-Éric Vergne                      | Gibson GK428 4.2 L V8         | D    | 175 | +17 kör            |
| 11.      | LMP2      | 28 | TDS Racing                | François Perrodo Matthieu Vaxiviere Emmanuel Collard      | Oreca 07                      | D    | 174 | +18 kör            |
| 11.      | LMP2      | 28 | TDS Racing                | François Perrodo Matthieu Vaxiviere Emmanuel Collard      | Gibson GK428 4.2 L V8         | D    | 174 | +18 kör            |
| 12.      | LMP2      | 26 | G-Drive Racing            | Roman Ruszinov Pierre Thiriet Alex Lynn                   | Oreca 07                      | D    | 168 | +24 kör            |
| 12.      | LMP2      | 26 | G-Drive Racing            | Roman Ruszinov Pierre Thiriet Alex Lynn                   | Gibson GK428 4.2 L V8         | D    | 168 | +24 kör            |
| 13.      | LMGTE Pro | 51 | AF Corse                  | James Calado Alessandro Pier Guidi                        | Ferrari 488 GTE               | M    | 167 | +25 kör            |
| 13.      | LMGTE Pro | 51 | AF Corse                  | James Calado Alessandro Pier Guidi                        | Ferrari F154CB 3.9 L Turbo V8 | M    | 167 | +25 kör            |
| 14.      | LMGTE Pro | 92 | Porsche GT Team           | Michael Christensen Kévin Estre                           | Porsche 911 RSR               | M    | 167 | +25 kör            |
| 14.      | LMGTE Pro | 92 | Porsche GT Team           | Michael Christensen Kévin Estre                           | Porsche 4.0 L Flat-6          | M    | 167 | +25 kör            |
| 15.      | LMGTE Pro | 71 | AF Corse                  | Davide Rigon Sam Bird                                     | Ferrari 488 GTE               | M    | 167 | +25 kör            |
| 15.      | LMGTE Pro | 71 | AF Corse                  | Davide Rigon Sam Bird                                     | Ferrari F154CB 3.9 L Turbo V8 | M    | 167 | +25 kör            |
| 16.      | LMGTE Pro | 95 | Aston Martin Racing       | Nicki Thiim Marco Sørensen                                | Aston Martin V8 Vantage GTE   | D    | 167 | +25 kör            |
| 16.      | LMGTE Pro | 95 | Aston Martin Racing       | Nicki Thiim Marco Sørensen                                | Aston Martin 4.5 L V8         | D    | 167 | +25 kör            |
| 17.      | LMGTE Pro | 97 | Aston Martin Racing       | Darren Turner Jonathan Adam Daniel Serra                  | Aston Martin V8 Vantage GTE   | D    | 167 | +25 kör            |
| 17.      | LMGTE Pro | 97 | Aston Martin Racing       | Darren Turner Jonathan Adam Daniel Serra                  | Aston Martin 4.5 L V8         | D    | 167 | +25 kör            |
| 18.      | LMGTE Pro | 91 | Porsche GT Team           | Richard Lietz Frédéric Makowiecki                         | Porsche 911 RSR               | M    | 166 | +26 kör            |
| 18.      | LMGTE Pro | 91 | Porsche GT Team           | Richard Lietz Frédéric Makowiecki                         | Porsche 4.0 L Flat-6          | M    | 166 | +26 kör            |
| 19.      | LMGTE Pro | 67 | Ford Chip Ganassi Team UK | Andy Priaulx Harry Tincknell                              | Ford GT                       | M    | 166 | +26 kör            |
| 19.      | LMGTE Pro | 67 | Ford Chip Ganassi Team UK | Andy Priaulx Harry Tincknell                              | Ford EcoBoost 3.5 L Turbo V6  | M    | 166 | +26 kör            |
| 20.      | LMGTE Pro | 66 | Ford Chip Ganassi Team UK | Stefan Mücke Olivier Pla                                  | Ford GT                       | M    | 166 | +26 kör            |
| 20.      | LMGTE Pro | 66 | Ford Chip Ganassi Team UK | Stefan Mücke Olivier Pla                                  | Ford EcoBoost 3.5 L Turbo V6  | M    | 166 | +26 kör            |
| 21.      | LMGTE Am  | 98 | Aston Martin Racing       | Paul Dalla Lana Pedro Lamy Mathias Lauda                  | Aston Martin V8 Vantage GTE   | D    | 162 | +30 kör            |
| 21.      | LMGTE Am  | 98 | Aston Martin Racing       | Paul Dalla Lana Pedro Lamy Mathias Lauda                  | Aston Martin 4.5 L V8         | D    | 162 | +30 kör            |
| 22.      | LMGTE Am  | 61 | Clearwater Racing         | Weng Sun Mok Sava Kejta Matt Griffin                      | Ferrari 488 GTE               | M    | 162 | +30 kör            |
| 22.      | LMGTE Am  | 61 | Clearwater Racing         | Weng Sun Mok Sava Kejta Matt Griffin                      | Ferrari F154CB 3.9 L Turbo V8 | M    | 162 | +30 kör            |
| 23.      | LMGTE Am  | 54 | Spirit of Race            | Thomas Flohr Francesco Castellacci Miguel Molina          | Ferrari 488 GTE               | M    | 159 | +33 kör            |
| 23.      | LMGTE Am  | 54 | Spirit of Race            | Thomas Flohr Francesco Castellacci Miguel Molina          | Ferrari F154CB 3.9 L Turbo V8 | M    | 159 | +33 kör            |
| 24.      | LMGTE Am  | 77 | Dempsey-Proton Racing     | Christian Ried Matteo Cairoli Marvin Dienst               | Porsche 911 RSR               | D    | 148 | +44 kör            |
| 24.      | LMGTE Am  | 77 | Dempsey-Proton Racing     | Christian Ried Matteo Cairoli Marvin Dienst               | Porsche 4.0 L Flat-6          | D    | 148 | +44 kör            |
| Ki       | LMGTE Am  | 86 | Gulf Racing UK            | Michael Wainwright Ben Barker Nick Foster                 | Porsche 911 RSR               | D    | 92  |                    |
| Ki       | LMGTE Am  | 86 | Gulf Racing UK            | Michael Wainwright Ben Barker Nick Foster                 | Porsche 4.0 L Flat-6          | D    | 92  |                    |
| Ki       | LMP2      | 25 | CEFC Manor TRS Racing     | Roberto González Simon Trummer Vitalij Petrov             | Oreca 07                      | D    | 51  |                    |
| Ki       | LMP2      | 25 | CEFC Manor TRS Racing     | Roberto González Simon Trummer Vitalij Petrov             | Gibson GK428 4.2 L V8         | D    | 51  |                    |

## A világbajnokság állása a versenyt követően
LMP (Teljes táblázat)
| H  | Versenyzők                                | Pont | H  | Konstruktőrök | Pont  |
| -- | ----------------------------------------- | ---- | -- | ------------- | ----- |
| 1. | Timo Bernhard Earl Bamber Brendon Hartley | 159  | 1. | Porsche       | 242   |
| 2. | Sébastien Buemi Nakadzsima Kazuki         | 108  | 2. | Toyota        | 168,5 |
| 3. | Anthony Davidson                          | 93   | 3. | '             |       |
| 4. | Neel Jani Nick Tandy André Lotterer       | 83   |    |               |       |
| 5. | Ho-Pin Tung Oliver Jarvis Thomas Laurent  | 64,5 |    |               |       |

GT (Teljes táblázat)
| H  | Versenyzők                         | Pont | H  | Konstruktőrök | Pont |
| -- | ---------------------------------- | ---- | -- | ------------- | ---- |
| 1. | Andy Priaulx Harry Tincknell       | 102  | 1. | Ferrari       | 203  |
| 2. | Richard Lietz Frédéric Makowiecki  | 96   | 2. | Ford          | 163  |
| 3. | Davide Rigon                       | 95,5 | 3. | Aston Martin  | 162  |
| 4. | James Calado Alessandro Pier Guidi | 95   | 4. | Porsche       | 157  |
| 5. | Sam Bird                           | 95   |    |               |      |

LMP2 (Teljes táblázat)
| H  | Versenyzők                               | Pont | H  | Konstruktőrök             | Pont |
| -- | ---------------------------------------- | ---- | -- | ------------------------- | ---- |
| 1. | Ho-Pin Tung Oliver Jarvis Thomas Laurent | 130  | 1. | #38 Jackie Chan DC Racing | 133  |
| 2. | Julien Canal Bruno Senna                 | 110  | 2. | Vaillante Rebellion       | 110  |
| 3. | Gustavo Menezes                          | 102  | 3. | Signatech Alpine Matmut   | 101  |
| 4. | Nicolas Prost                            | 92   | 4. | #37 Jackie Chan DC Racing | 69   |
| 5. | André Negrão                             | 83   | 5. | CEFC Manor TRS Racing     | 63   |

LMGTE Am (Teljes táblázat)
| H  | Versenyzők                                  | Pont | H  | Konstruktőrök         | Pont |
| -- | ------------------------------------------- | ---- | -- | --------------------- | ---- |
| 1. | Paul Dalla Lana Pedro Lamy Mathias Lauda    | 130  | 1. | Aston Martin Racing   | 136  |
| 2. | Christian Ried Matteo Cairoli Marvin Dienst | 126  | 2. | Dempsey-Proton Racing | 132  |
| 3. | Weng Sun Mok Sava Kejta Matt Griffin        | 116  | 3. | Clearwater Racing     | 130  |
| 4. | Thomas Flohr Francesco Castellacci          | 69   | 4. | Spirit of Race        | 77   |
| 5. | Miguel Molina                               | 57   | 5. | Gulf Racing           | 61   |